# Université du Texas à Austin
L'université du Texas à Austin (en anglais The University of Texas at Austin, abrév. UT Austin) est une prestigieuse université publique américaine située dans la ville d'Austin, capitale du Texas, aux États-Unis. C'est le siège et le plus grand campus de l'université du Texas, un système universitaire public de neuf universités et de six centres médicaux d'enseignement et de recherche dont la dotation annuelle s'élève à plus de 44 milliards de dollars, faisant de l'université du Texas la plus riche université du monde derrière Harvard.
Le campus d'Austin compte plus de 50 000 étudiants en cycles undergraduate et postgraduate. D'après les classements du U.S. News & World Report de 2023, l'université du Texas à Austin est la meilleure université du Texas, la 7e meilleure université publique des États-Unis, la 30e meilleure université des États-Unis ainsi que la 43e meilleure université du monde selon le classement de Shanghai,,. Ses programmes en ingénierie pétrolière, communication, mathématiques, chimie, commerce, informatique et droit sont mondialement réputés.
En 2020, treize prix Nobel, vingt-cinq prix Pulitzer, trois prix Turing, deux médaillés Fields, trois prix Abel, trois Primetime Emmy Awards et 155 médailles olympiques étaient affilés à l'université du Texas à Austin, récompenses obtenues par des étudiants, alumni, membres de faculté ou chercheurs.
L'université compte également parmi les Public Ivys (en), une liste établie par le responsable des admissions de l'université Yale, Richard Moll, qui en 1985 liste huit universités publiques américaines qui offrent une expérience et une réputation proche des universités de la Ivy League, parmi lesquelles se trouvent notamment l'université de Californie (Berkeley, UCLA), l'université du Michigan ou encore l'université de Caroline du Nord à Chapel Hill.
Les Longhorns du Texas défendent les couleurs de l'université du Texas à Austin (orange et blanc).

## Historique

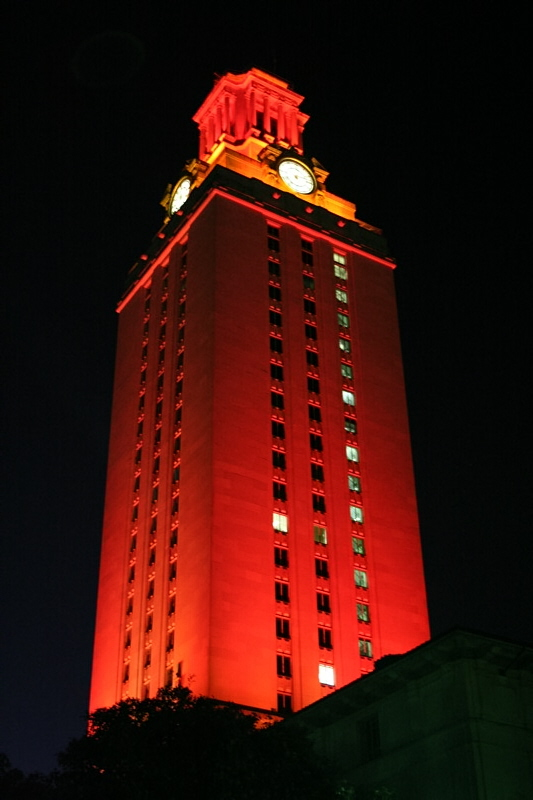
La tour de l'UT Austin, construite en 1931, mesure 94 mètres de hauteur. Son éclairage change selon les occasions.

La première mention d’une université publique au Texas remonte à 1827 : on la trouve dans la constitution de l'État mexicain de Coahuila y Texas. Le texte annonce la création d’un établissement public d’enseignement des arts et des sciences ; cependant, ce dernier ne sera jamais fondé par le gouvernement mexicain. Après l’indépendance du Texas en 1836, la constitution de la nouvelle République reprend le projet de fonder deux universités ou colleges. Le Congrès du Texas accorda un terrain pour aménager le campus dans la nouvelle capitale, Austin, sur un lieu baptisé "College Hill." Après l’entrée du Texas dans les États-Unis en 1846, les députés de l’état votèrent l’Acte de 1858 qui prévoyaient le financement du chantier. Mais celui-ci fut temporairement ajourné en raison de la guerre de Sécession. Une fois le conflit terminé, le Morrill Act de 1862 relança le projet. L'université Texas A&M fut fondée en 1876 sous le nom d’Agricultural & Mechanical College of Texas. La Constitution du Texas de 1876 rappelait la nécessité d’une université de première classe. En 1881, Austin fut choisie pour abriter le principal campus, tandis que Galveston devait accueillir la faculté de médecine. Le premier bâtiment fut érigé sur College Hill à la fin de 1882 : il s’agit de l’actuel Old Main Building. L’université ouvrit officiellement ses portes le 15 septembre 1883.
Le principal bâtiment (Main Building) de style victorien néogothique servit de centre au campus en pleine expansion. Malgré les protestations des étudiants et des enseignants, il fut détruit en 1934 parce qu’il était devenu trop exigu. Il fut remplacé par la tour et le Main Building actuels. On trouva du pétrole dans les terrains appartenant à l’université, ce qui permit à l’université de régler ses emprunts. Après la Seconde Guerre mondiale, le campus se dota de 19 nouveaux bâtiments construits entre 1950 et 1965.
En 1966, une fusillade de masse ensanglante l'université. Son perpétrateur, Charles Whitman, notamment en tirant depuis la tour, tue quinze personnes et blesse trente-et-une autres.

## Campus
L’université du Texas à Austin s’étend sur quelque 3,4 km2, dont 1,4 km2 pour le principal campus. Le bâtiment principal (Main Building) de style Beaux-Arts comprend également la tour dessinée par Paul Philippe Cret. Il fut achevé en 1937 et se trouve au centre du campus. La tour est éclairée d’une lumière blanche sauf lorsqu'une équipe de l’université remporte une victoire, ou lors de certaines occasions. Au sommet se trouve un carillon de 56 cloches, ce qui en fait le plus grand du Texas. Un carillonneur y joue des airs en semaine ; les cloches retentissent tous les quarts d’heure entre 6 heures du matin et 9 heures du soir. En 1966, la tour avait été fermée à la suite de la tuerie de Charles Whitman mais aussi en raison des suicides. Depuis 1988, la plate-forme de la tour est rouverte au public, notamment aux touristes qui peuvent y accéder le week-end.

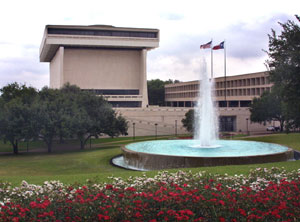
The Lyndon B. Johnson Library and Museum, sur le campus d’UT Austin.

L'université possède sept musées, 17 bibliothèques qui abritent un total de plus de huit millions de volumes.
Le Harry Ransom Humanities Research Center conserve l’une des 21 copies complètes de la Bible de Gutenberg et l’une des premières photographies prise par Nicéphore Niépce. Le musée le plus récent, le musée d'Art Blanton, a ouvert ses portes en avril 2006 et possède quelque 17 000 œuvres américaines, latino-américaines et européennes.
Les différents bâtiments du campus sont reliés par un réseau de tunnels souterrains, fermé au public et mis sous alarme. Ils sont destinés aux communications et à l’organisation du campus. L’université possède en outre un réacteur nucléaire d’1,1 mégawatt situé au J.J. Pickle Research Campus.
Le campus continue son extension : ainsi, en 2006, l’agrandissement du stade de football et la création d’un nouveau centre des activités étudiantes furent décidés.
Enfin, l’université possède une station de radio publique KUT, qui est également diffusée sur l’Internet.

## Personnalités liées à l'université

### Étudiants et personnalités (ordre alphabétique)
- Wes Anderson, réalisateur
- Alan Bean, astronaute
- Cristina Bowerman, cheffe étoilée au Michelin
- Laura Bush, femme de George W. Bush
- Claude Robert Cloninger, professeur en psychiatrie et génétique
- Walter Cronkite, journaliste chez CBS, surnommé « l'Homme le plus fiable d'Amérique »
- George Christian, porte-parole de la Maison-Blanche
- Michael Dell, fondateur de l'entreprise Dell
- Kevin Durant, basketteur
- Salam Fayyad, Premier ministre de l'Autorité palestinienne
- David Geffen, producteur de musique américain et fondateur des labels Asylum Records, Geffen Records et cofondateur de Dreamworks
- Bianna Golodryga, journaliste chez CNN
- Jon Hamm, acteur et récompensé aux Golden Globes Awards pour son rôle dans Mad Men
- Karen Elliott House, ancienne rédactrice en chef du Wall Street Journal et de Dow Jones, récompensée par le prix Pulitzer
- Janis Joplin, chanteuse
- Ato Malinda, artiste visuel
- Léon Marchand, nageur professionnel entraîné dans les infrastructures de l'université par Bob Bowman
- Matthew McConaughey, acteur
- Sterling Morrison, guitariste
- Rex Tillerson, ancien secrétaire d'État des États-Unis et président de ExxonMobil de 2006 à 2016
- Neil deGrasse Tyson, astrophysicien
- Athiná-Rachél Tsangári, actrice, réalisatrice et productrice
- Travis Scott, rappeur et producteur
- Marianne Williamson, essayiste, femme politique
- Owen Wilson, acteur
- Renée Zellweger, actrice et productrice récompensée aux Golden Globes Awards